# Trou à neige

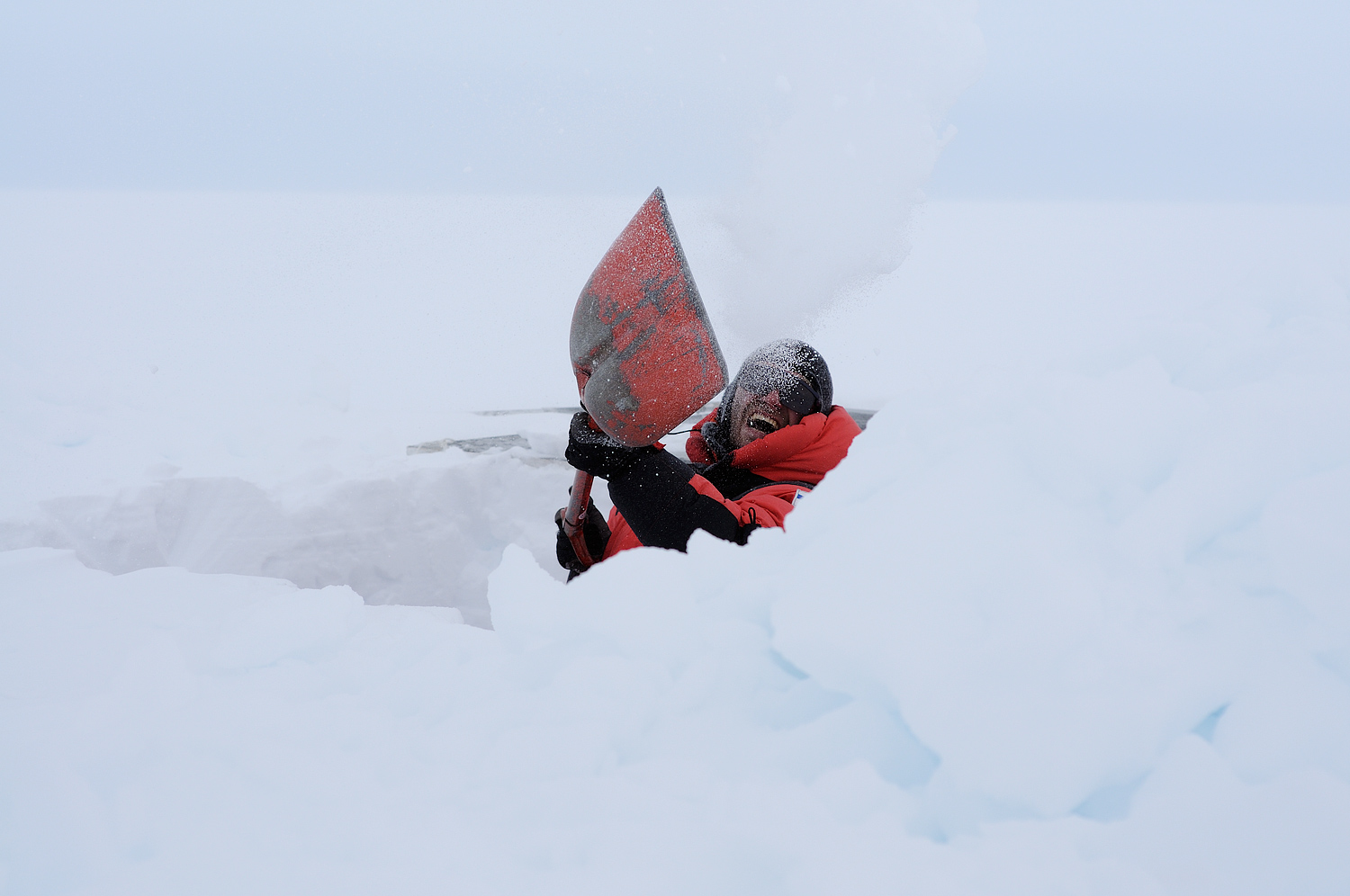
Construction d'un trou à neige sur un terrain plat, en creusant avec une pelle à neige

Un trou à neige ou trou dans la neige ou cave à neige est un abri constitué par une cavité creusée dans la neige. Le trou à neige est notamment utilisé comme abri de bivouac ou de survie par les alpinistes, comme alternative à la construction plus longue ou complexe d'un igloo ou d'un quinzy. Certains animaux creusent également des trous à neige, afin de se protéger du froid.

## Construction

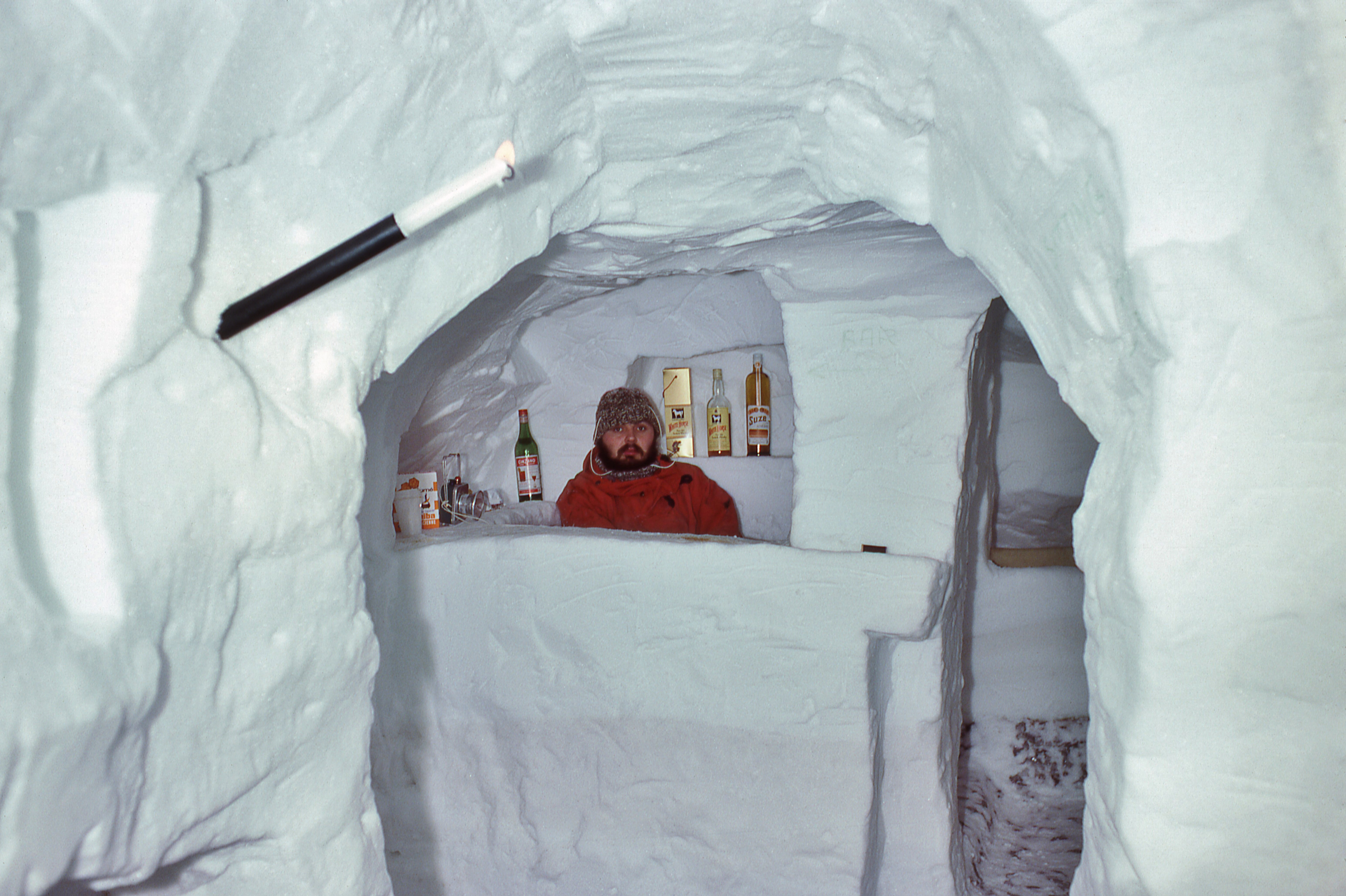
Trou à neige de grande dimension creusé dans une congère en Terre Adélie (Antarctique).

Sur terrain plat, un trou à neige peut être réalisé en creusant d'abord un puits vertical puis une galerie horizontale ou bien en creusant une tranchée recouverte ensuite par un toit improvisé (bâche et skis recouverts de neige). En montagne, un trou à neige peut être creusé dans une congère ou une pente très inclinée.